# Elena O'Callaghan i Duch
Elena O'Callaghan i Duch (Barcelona, 25 de desembre de 1955) és mestra, pedagoga, filòloga catalana, traductora, editora i escriptora. Especialitzada en literatura infantil i juvenil, també ha escrit literatura per a tots els públics.
És diplomada en Magisteri, llicenciada en Filologia Catalana i en Filosofia i Ciències de l'Educació per la Universitat de Barcelona. Ha treballat com a professora de Llengua i Literatura Catalana a l'ensenyament secundari. Com a pedagoga, té formació especialitzada en TDAH (Trastorn per Dèficit d'Atenció, amb o sense Hiperactivitat). I, així, el 2005 va fundar l'associació TDAH Catalunya, que atén infants i famílies afectades per aquest trastorn. Així mateix, presideix la Federació Catalana d'Associacions de TDAH i és membre de la junta directiva de la Federació Espanyola d'Ajuda al Dèficit d'Atenció.
Com a escriptora, ha publicat més de cinquanta títols entre conte, novel·la, poesia i teatre per a adults i especialment per al públic infantil i juvenil. A més ha traduït al català de l'anglès, francès i castellà, i des de 1991 ha treballat també com a editora, dirigint col·leccions de literatura juvenil per a diferents editorials. Ha col·laborat amb diversos mitjans amb articles pedagògics o de crítica literària, entre els quals Cavall Fort, Tretzevents, Pont, Guix o CLIJ.
Ha estat distingida amb diversos premis. El 1987 va guanyar el Premi de Poesia de l'Ajuntament de Castelldefels i el Premi de Literatura Infantil El Vaixell de Vapor per El petit roure, Al 1993 el Premi Lletres de l'Associació d'Amics de les Lletres i de les Arts de Sabadell, per la seva trajectòria. El 1997 i el 1998, tres dels seus llibres van ser seleccionats per a la llista White Raven de la Biblioteca Internacional de la Joventut de Múnic. També el 1998 va ser inclosa en la Llista d'Honor de l'IBBY (l'Organització Internacional del Llibre Juvenil). El 2008 va guanyar el VIII Premi Alandar de Narrativa Juvenil que cconvoca el Grup Editorial Luis Vives, dotat amb 12.100 €. i el 2009 el Premi CCEI al Millor Llibre de l'Any per A lo lejos, Menkaura.